# تشيستر نويز غيرينوغ
تشيستر نويز غيرينوغ (بالإنجليزية: Chester Noyes Greenough)‏ هو كاتب أمريكي، ولد في 1874، وتوفي في 27 فبراير 1938.